# Municipio de Grant (condado de Dade)
El municipio de Grant (en inglés: Grant Township) es un municipio ubicado en el condado de Dade en el estado estadounidense de Misuri. En el año 2010 tenía una población de 228 habitantes y una densidad poblacional de 2,29 personas por km².

## Geografía
El municipio de Grant se encuentra ubicado en las coordenadas 37°19′41″N 94°1′5″O / 37.32806, -94.01806. Según la Oficina del Censo de los Estados Unidos, el municipio tiene una superficie total de 99.42 km², de la cual 99,06 km² corresponden a tierra firme y (0,36 %) 0,36 km² es agua.

## Demografía
Según el censo de 2010, había 228 personas residiendo en el municipio de Grant. La densidad de población era de 2,29 hab./km². De los 228 habitantes, el municipio de Grant estaba compuesto por el 96,93 % blancos, el 0,44 % eran amerindios, el 0,88 % eran asiáticos y el 1,75 % eran de una mezcla de razas. Del total de la población el 0,44 % eran hispanos o latinos de cualquier raza.